# Macklemore
Benjamin Hammond Haggerty (Seattle, Washington, 19 de junio de 1983), conocido por su nombre artístico Macklemore y anteriormente como Professor Macklemore, es un rapero estadounidense. Además es el vocalista del dúo Macklemore & Ryan Lewis. Nacido en Seattle, Washington; inició su carrera musical de manera independiente a los diecisiete. Desde el año 2000, ha lanzado independientemente una mixtape, tres EP y dos álbumes de estudio. En 2012, saltó a la fama con su segundo álbum de estudio The Heist que se situó en el puesto número dos en la lista de éxitos Billboard 200 en Estados Unidos. Obtuvo un mayor éxito gracias a sus canciones «Can't Hold Us» y «Thrift Shop», que ingresaron a la posición número uno en la lista Billboard Hot 100.  En la 56.ª entrega de los Premios Grammy, junto con Ryan Lewis, recibió los galardones a Mejor Artista Nuevo, Mejor Álbum de Rap, Mejor Canción Rap y Mejor Interpretación Rap por The Heist y «Thrift Shop», respectivamente.

## Inicios e influencias
Haggerty nació y creció en Seattle, Washington. Asistió a la escuela secundaria Garfield y Nathan Hale High School, para más tarde licenciarse en The Evergreen State College. Interesado en llegar a una generación más joven a través de su música, tomó parte en un programa centrado en la educación y la identidad cultural llamado "Puertas para jóvenes encarcelados", donde facilitó talleres de música.
Aunque no nació en una familia de músicos, sus dos padres le apoyaron en sus aventuras musicales. Haggerty tenía seis años cuando el hip hop llegó por primera vez a su vida, a través de Digital Underground. A medida que iba creciendo, él y sus amigos fueron pasando sus veranos en la instalación de carpas para escuchar la radio, hacer doblajes y hacer mixes de canciones que se tocaban, él y sus amigos no pudieron comprar nada porque eran menores de edad y no tenían el permiso de sus padres.
Macklemore tenía catorce años cuando empezó a escribir letras de canciones. A esta edad, sus amigos se referían a él como Möcklimore. Cuando comenzó a rapear, Macklemore escuchaba la escena underground del West Coast y a artistas como Freestyle Fellowship, Aceyalone, Living Legends, Wu-Tang Clan, Nas y Talib Kweli, los cuales ejercieron una gran influencia sobre él y su música. [cita requerida]

## Carrera musical

### 2000-2005: Principios de la carrera
Macklemore grabó un EP titulado Open Your Eyes bajo el nombre de «Profesor Macklemore», que se lanzó en el 2000. Macklemore quitó «Profesor» de su nombre, y lanzó su primer álbum de estudio oficial, The Language of My World en enero de 2005. En septiembre de 2009, publicó The Unplanned Mixtape. En octubre de 2010, se asoció con el productor Ryan Lewis para crear The VS. Redux EP. Macklemore utilizó su experiencia con el abuso de sustancias (concretamente, codeína) para crear la aclamada canción «Otherside» del mixtape, con samples de la canción del mismo título de los Red Hot Chili Peppers.
Desde entonces, Macklemore ha sido recogido por The Agency Group, una compañía de reserva internacional que ha representado a grupos como A Tribe Called Quest o Finger Eleven.

### 2005-2011: El regreso yVS. EP
Macklemore luchó con problemas de abuso de sustancias en el pasado, incluyendo OxyContin. Él considera esto como la razón de su falta de producción entre 2005 y 2009; pero después de desintoxicarse en 2008, Macklemore y Ryan Lewis se convirtieron en una unidad de colaboración y creatividad. Celebró dos años de sobriedad a principios de agosto de 2010, como se dijo durante su actuación en Capitol Hill Block Party 2010. Recayó en octubre de 2012 y se sintió tan arrepentido que grabó Starting Over, canción que cual incluiría en el álbum The Heist lanzado en 2012. Después de eso no volvió a consumir y actualmente ni fuma ni consume drogas. Macklemore conoció a Ryan Lewis en 2006. Lewis pasó unos años trabajando en la promoción de Macklemore como fotógrafo. No tardaron en convertirse en buenos amigos. Lewis pasó a producir para Macklemore, los dos trabajan a tiempo completo como un dúo de título acreditado.
A finales de abril de 2010, se llevó a cabo un concierto improvisado en una fiesta en el Colorado College. Éste consistió en interpretar su tema «And We Danced» dos veces consecutivas ante más de doscientos aficionados. En diciembre de 2010, se lanzó una canción tributo llamada «My Oh My» para el recién fallecido Dave Niehaus, locutor de los Seattle Mariners, que recibió una amplia cobertura en los medios de comunicación de Seattle.
El 8 de abril de 2011, Macklemore y Ryan Lewis interpretaron la canción en el Día Inaugural de los Mariners de 2011 frente a 48.000 asistentes. Macklemore recayó en diciembre de 2011 después de regresar de una gira. «Starting Over», una canción que apareció en The Heist, habla de su recaída. Él atribuye su recaída a no asistir a las reuniones de Alcohólicos Anónimos, debido a la gira. Él padeció un resfriado y se le recetó jarabe de la tos con codeína que finalmente le llevó al abuso de la droga.
El VS. EP con Ryan Lewis y The Unplanned Mixtape fue lanzado en 2009, seguido por el The VS. Redux el siguiente año. Este último llegaría al número 7 en la lista de Hip Hop iTunes. El primer sencillo de Macklemore, «The Town», se lanzó en The Unplanned Mixtape. El segundo sencillo, «My Oh My», fue lanzado el 21 de diciembre de 2010. «Wings» fue lanzada el 21 de enero de 2011, y ese mismo año, se publicó también «Can't Hold Us», con la colaboración del cantante Ray Dalton, el 16 de agosto de 2011. [cita requerida]

### 2011-presente:The Heist

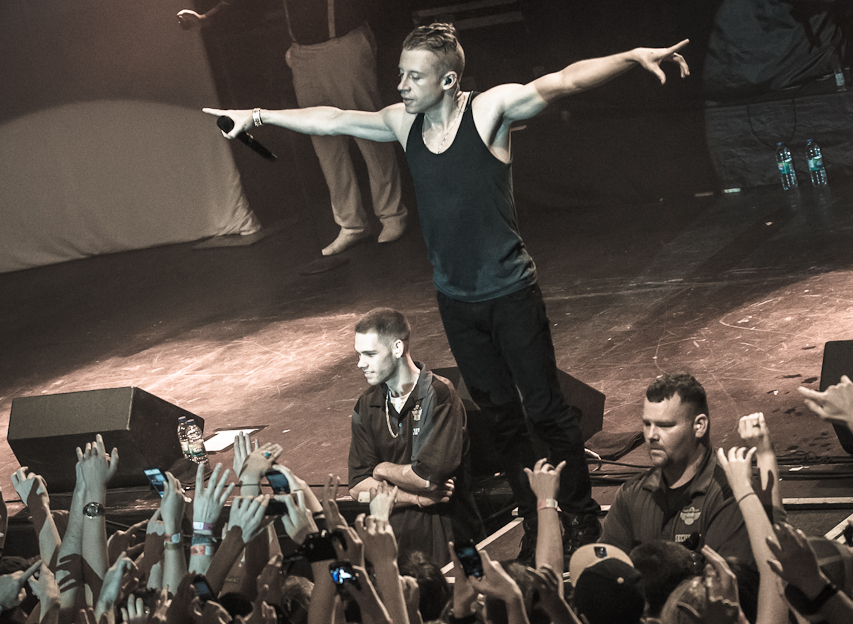
Macklemore durante The Heist Tour en noviembre de 2012.

En julio de 2012, Haggerty y Lewis anunciaron que su álbum de estudio debut, The Heist, sería lanzado el 9 de octubre de 2012, así como una posterior gira mundial para promocionar el lanzamiento del álbum. Previamente al lanzamiento de sencillos como «My Oh My», «Wings» y «Can't Hold Us», ya fueron anunciados para ser incluidos en el álbum, al igual que la canción «Make the Money». «Can't Hold Us» fue utilizada como banda sonora para un anuncio de la cerveza Miller en el Reino Unido e Irlanda en junio de 2012, incrementando el reconocimiento de Macklemore en Europa. «Same Love» fue lanzado el 18 de julio de 2012, y las canciones «White Walls», con Schoolboy Q se confirmaron para ser incluidas en el álbum.
The Heist llegó a la posición número 1 en la lista de álbumes de iTunes en los Estados Unidos pocas horas después del lanzamiento. The Heist debutó en el Billboard 200 de EE. UU. en el número 2 de la semana del 27 de octubre de 2012, vendiendo más de 78.000 copias. El 30 de octubre de 2012, Macklemore y Ryan Lewis aparecieron en The Ellen DeGeneres Show interpretando su sencillo «Same Love» y de nuevo el 18 de enero de 2013, con el sencillo «Thrift Shop». El 11 de diciembre de 2012 interpretó Thrift Shop en Late Night with Jimmy Fallon. Él es parte de la campaña Music Matters de BET. En enero de 2013, Music Choice eligió a Macklemore apareciendo en la serie Ready, en la que se presentan artistas emergentes de los Estados Unidos. Su canción «Thrift Shop» encabezó la lista Billboard Hot 100 durante seis semanas, dándoles su primer éxito en los EE. UU. 
Macklemore y Ryan Lewis obtuvieron siete nominaciones en los Premios Grammy de 2014, incluyendo canción del año («Same Love»), álbum del año (The Heist) y mejor canción de rap («Thrift Shop»). Los músicos ganaron en cuatro categorías: Mejor álbum de rap, mejor interpretación de rap, mejor canción de rap y mejor artista novel.
En febrero de 2016 sacó su segundo álbum con Ryan Lewis, llamado This Unruly Mess I´ve Made.
En verano de 2017 confirmó un descanso con su compañero Ryan Lewis. El 22 de septiembre de 2017 Macklemore publicó su último álbum, "GEMINI" en solitario con las notables colaboraciones de Kesha, Lil Yatchy y Skylar Grey. También anunció el tour mundial de Gemini que pasa por Estados Unidos, Oceanía, Europa y Reino Unido.
En mayo de 2024, Macklemore lanzó «Hind's Hall», una canción de protesta en honor a Hind Rajab, una niña de seis años de Gaza asesinada por las Fuerzas de Defensa de Israel y en apoyo de las protestas estudiantiles. Además, el rapero denunció a la industria musical por su silencio sobre el tema y al presidente Joe Biden por su complicidad con el gobierno y el ejército israelíes en el asesinato en masa de civiles palestinos, declarando que no lo votará en las presidenciales de 2024 y afirmó que el presidente «tiene las manos manchadas de sangre».

## Reconocimiento
Macklemore fue el bombo sin signo en The Source a principios de 2012 y también estuvo en la portada de la revista XXL, como parte de Freshman Class de 2012. «Thrift Shop» fue votado como número 1 en la lista The Hottest 100 de la emisora de radio australiana Triple J en 2012. Su canción «Same Love», también consiguió buenas posiciones, llegando al nº 15 en la misma lista, que se considera la mayor encuesta del mundo de la música en la actualidad. [cita requerida]
En los premios Grammy del 2014 el dueto Macklemore & Ryan Lewis arrasó, ganando en cuatro categorías: Mejor Artista Nuevo, Mejor Álbum de Rap por su disco The Heist, Mejor Interpretación de Rap por su canción Thrift Shop y Mejor Canción de Rap por Thrift Shop de nuevo.

## Giras y actuaciones

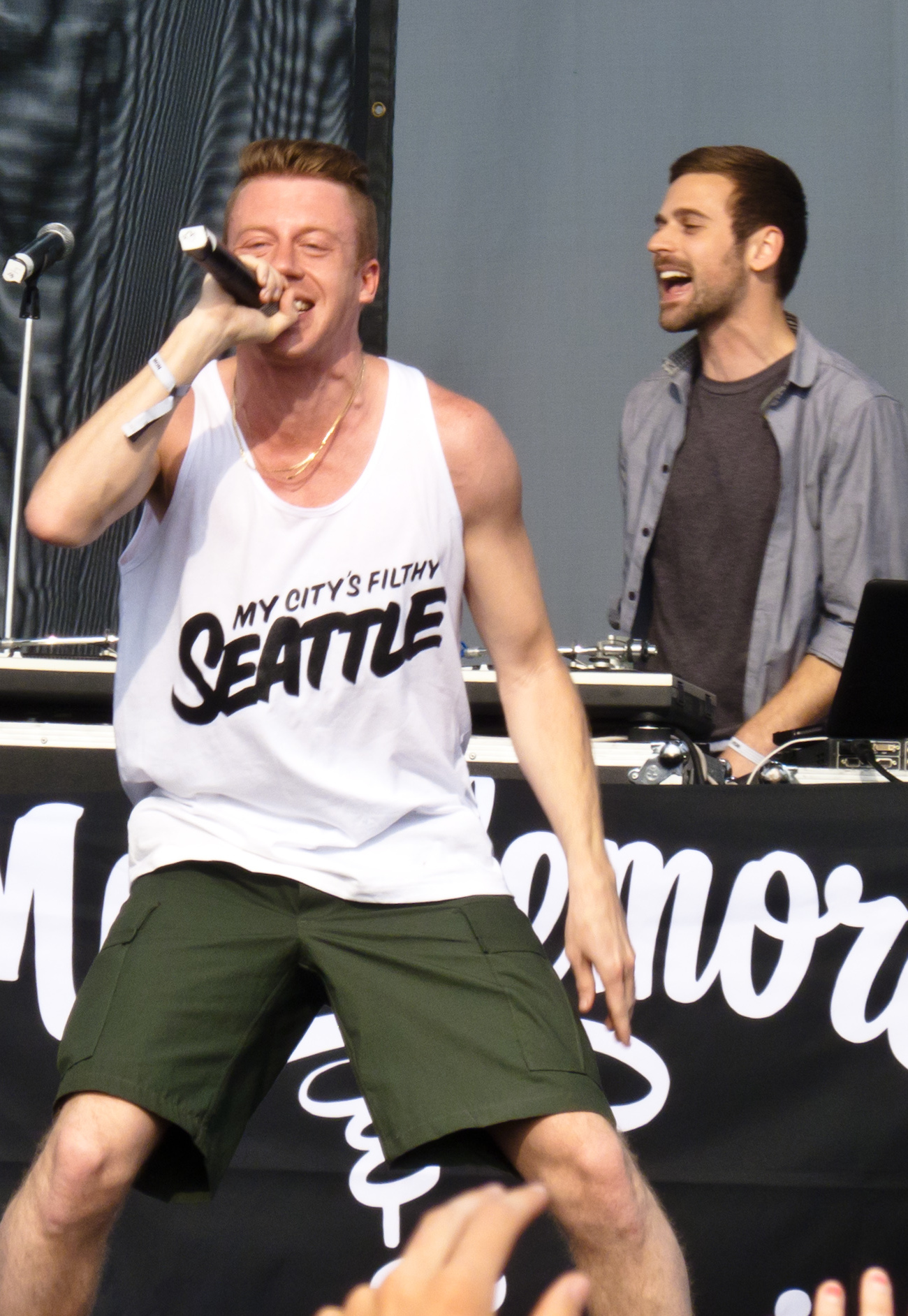
Macklemore & Ryan Lewis en el Sasquatch! Music Festival (2011).

En 2008, 2009 y 2011, Macklemore participó en el Bumbershoot, uno de los principales festivales de arte y música en Seattle. En 2011, también actuó en el Festival de Música de Sasquatch en el anfiteatro Gorge (Estado central de Washington) y en el Outside Lands Music Festival de San Francisco, CA.
En febrero de 2011, Macklemore y el productor Ryan Lewis iniciaron una gira por varias ciudades en Pullman, Washington, que incluyeron tres conciertos con entradas agotadas en Showbox en el Mercado, un lugar de música en Seattle. Ese mismo año, el rapero apareció en muchos festivales de música de Estados Unidos, incluyendo Bumbershoot, Outside Lands, Lollapalooza, Rock the Bells, SoundSet y Sasquatch.
A partir del 17 de septiembre de 2011, Macklemore y Ryan Lewis comenzaron la gira de otoño en el Reino Unido, Irlanda y en toda América del Norte. Ellos iniciaron su gira en Estados Unidos el 4 de octubre. Este tour incluyó invitados como Champagne Champagne y Xperience. Macklemore y Ryan Lewis completaron el aforo en 18 de sus 27 sedes en los EE. UU. como el Bowery Ballroom y Troubadour. Su viaje terminó el 17 de diciembre con su último concierto en el The Depot en Salt Lake City.
En mayo de 2012, Macklemore y Ryan Lewis cantaron en el Festival anual del Dios Sol en la Universidad de California, en San Diego. A medida que se fueron algunos de los artistas más conocidos de la formación, la asistencia y la energía en general del público durante su actuación fue más alta que la de muchos otros actos como los Silversun Pickups, Dia Frampton y Chiddy Bang. Otros artistas incluidos Murs, Ra Ra Riot, Paul Van Dyk y TOKiMONSTA.
The Heist Tour comenzó en el otoño de 2012 para promocionar su primer álbum de estudio, The Heist. Macklemore y Ryan Lewis fueron programados como cabezas de cartel en varios festivales de música de ese verano, incluyendo el festival de las cuotas pagadas en San Bernardino, California, en marzo de 2013, Sasquatch! Music Festival de George Washington en mayo de 2013, y el Squamish Valley Music Festival en Squamish, BC, en agosto de 2013.

## Vida personal
Macklemore tiene un hermano, Tim Haggerty, que es profesor de inglés de escuela secundaria. Macklemore se comprometió con su novia, Tricia Davis, el 21 de enero de 2013, celebrando su séptimo aniversario como pareja. Se casaron el 27 de junio de 2015. El 29 de mayo de 2015 nació su primera hija, Sloane Ava Simone Haggerty. El 16 de marzo de 2018 nacería su segunda hija, Colette Koala Haggerty. En abril de 2021 se hizo público que la pareja estaba esperando su tercer hijo juntos. Su hijo, Hugo, nació en agosto de 2021.
Está a favor de los derechos homosexuales, incluyendo el matrimonio entre personas del mismo sexo, esto lo expresa en su sencillo «Same Love». La canción también condena la homofobia en el hip hop, la sociedad y principales medios de comunicación. No sigue una religión organizada, sino que practica la Vipassana como simbología de sus puntos de vista espirituales y filosóficos. [cita requerida]
Varios de sus sencillos crean un simbolismo y una filosofía de la palabra «Dios» no definiendo a un ser, sino en qué y cómo un individuo es capaz de darse cuenta de la fe y la felicidad. Macklemore ha dicho haberse dado cuenta de esto en la música hip hop. En la "Iglesia", Macklemore contrasta colectivismo de la religión establecida para la subjetividad de las realidades que se enfrentaría al crecer, incluyendo casi la pérdida de su vida por el consumo de drogas. La tinta utilizada para su escritura se describe como Dios en lugar de Jesucristo, escuchar su música, jugar fuera de oradores, la «comunión», el sur del Bronx como el «Egipto del hip hop», y su salvador es la música hip hop a través de referencia del originador Kool Herc. En 2008, Macklemore fue a rehabilitación por la drogadicción, el alcoholismo y el comportamiento relacionado obsesivo. Pasó la mayor parte de sus veinte años «tratando de luchar contra [su] camino fuera de eso (forma de vida)».
«Quiero ser alguien que es respetado y no sólo en términos de mi música. Quiero ser respetado en cuanto a la forma en que trato a la gente. La forma, los temas en los que elijo... dirección a través de mi música. Y no porque yo sea, como, tratando de hacer registros sobre ellos. Es que es lo que es importante para mí, la música es mi salida creativa en términos de expresar lo que es importante para mí... lo que tiene importancia, lo que tiene un valor. Y quiero ser respetado por eso», aseguró.
Macklemore es un fanático del béisbol, en particular de los Seattle Mariners. Al lanzar el vídeo musical de «My Oh My» —canción dedicada al fallecido comentarista deportivo Dave Niehaus— a Macklemore, aún de gira, se le pidió que interpretara la canción frente a los 50.000 aficionados que asistieron al Día Inaugural de 2011, el primer partido de los Seattle Mariners después de lo ocurrido con Niehaus. Después de su actuación tanto él como Ryan Lewis recibieron un jersey personalizada con su nombre personalizado, jersey que solo reciben los jugadores del equipo.
Él no ha reconocido que el béisbol y la música hip-hop estén «intrínsecamente ligados», sino que «un grupo de personas que son aficionados de los Seattle Mariners probablemente aún no consideran el rap como verdadera música». Todas las ganancias de la canción fueron para el Rainier Vista Boys and Girls Club.
Es conocida su afición por el golf que comenzó en 2011. Tras la pandemia del COVID-19, esta afición se intensificó y por ello en 2021 lanzó su propia firma de ropa deportiva dedicada al golf que recibe el nombre de Bogey Boys. 

## Discografía
Álbumes de estudio
- 2005: The Language of My World
- 2012: The Heist
- 2016: This Unruly Mess I´ve Made
- 2017: GEMINI
- 2023: BEN

EP
- 2000: Open Your Eyes
- 2009: The VS. EP
- 2010: The VS. Redux

Mixtapes
- 2009: The Unplanned Mixtape

Sencillos
- 2005: «Love Song» (con Evan Roman)
- 2009: «The Town»
- 2010: «My Oh My» (con Ryan Lewis)
- 2011: «Wings» (con Ryan Lewis)
- 2011: «Can't Hold Us» (con Ryan Lewis)
- 2011: «Otherside» (Remix - Live) (con Ryan Lewis)
- 2012: «Same Love» (con Ryan Lewis y Mary Lambert )
- 2012: «Thrift Shop» (con Ryan Lewis y Wanz)
- 2013: «White Walls» (con Ryan Lewis, Schoolboy Q y Hollis)
- 2015: «Downtown» (con Ryan Lewis)
- 2017: «Glorious» (con Skylar Grey)
- 2017: «Marmalade» (con Lil Yatchy)
- 2017: «Good Old Days» (con Kesha)
- 2024: «Hind's Hall»

Otras canciones
- 2009: «And We Danced» (Con Ziggy Stardust)
- 2010: «Irish Celebration» (Con Ryan Lewis)
- 2012: «Ten Thousand Hours» (Con Ryan Lewis)
- 2012: «Thin Line» (Con Ryan Lewis y Buffalo Madonna)
- 2012: «Make the Money» (Con Ryan Lewis)

Colaboraciones
- 2011: «Letterhead» (Remix) (Sapient con Illmaculate y Macklemore)
- 2013: «Gold Rush» (Clinton Sparks con 2 Chainz, Macklemore y D.A.)
- 2014: «Arrows» (Fences con Macklemore)
- 2018: «These Days» (Rudimental con Jess Glynne, Macklemore y Dan Caplen)
- 2019: «Summer Days»  (Martin Garrix feat. Macklemore & Patrick Stump de Fall Out Boy)